# Gospin dolac
Gospin dolac je stadion u Imotskom. Naziv je dobio po zavjetnoj crkvici Gospe od Anđela koja se nalazi u njegovoj blizini. Izgrađen je 1989. Trebao je biti izgrađen za potrebe Mediteranskih igara koje su se 1979. održale u Splitu. Na njemu svoje domaće utakmice igra NK Imotski. Kapaciteta je oko 4000 mjesta, od kojih je 3000 sjedećih, dok je 1000 stajaćih.
Stadion "Gospin dolac" je dobio ime po zavjetnoj crkvi Gospe od Anđela koja se nalazi uz stadion. Na mjestu današnjeg stadiona je u prošlosti bila velika prirodna vrtača (ljevkasta udubina u kršu). Na dnu vrtače je bila ledina dimenzija 50 x 30 metara, gdje su vlasnici sadili povrtlarske kulture. Godine 1974. godine, na inicijativu ondašnjih imotskih sportskih djelatnika, počinju pripreme (otkup zemljišta, projekti) za izgradnju nogometnog igrališta. Izgradnja započinje 1976. godine, a stadion je završen 1987. godine. Da bi igralište naraslo do pravilima predviđenih dimenzija, bilo je potrebno nasuti ogromne količine zemlje i kamenja, pa je danas vrh igrališta čak 43 metra viši od nekadašnje najniže točke vrtače.
Stadion se nalazi u jedinstvenom ambijentu, podno srednjovjekovne tvrđave Topane, te u neposrednoj blizini Modrog jezera, zbog čega ga je BBC uvrstio u deset najčudesnijih sportskih arena svijeta.